# 牛津大学圣休学院
圣休学院（St Hugh's College）是牛津大学的一个学院，位于市中心以北，矩形地块，占地14.5英亩，北侧为圣玛格丽特路（正门），南侧为坎特伯雷路（后门），东侧为Banbury路，西侧为Woodstock路。
学院创建于1886年，得名於圣休，当时為一个女子学院，一百年后的1986年才招收第一名男生。在2011年庆祝其成立125周年。
学院的花园面积大约10.5英亩，被称为牛津大学最好的花园，圣休学院也因此宽大、宜人的花园，而享有富有吸引人的声誉。

## 知名宿友
- 昂山素姬：緬甸政治家，1991年獲得諾貝爾和平獎
- 文翠珊: 前英國首相
- 诸葛漫: 语言学家